# Don Pèdre, roi de Castille

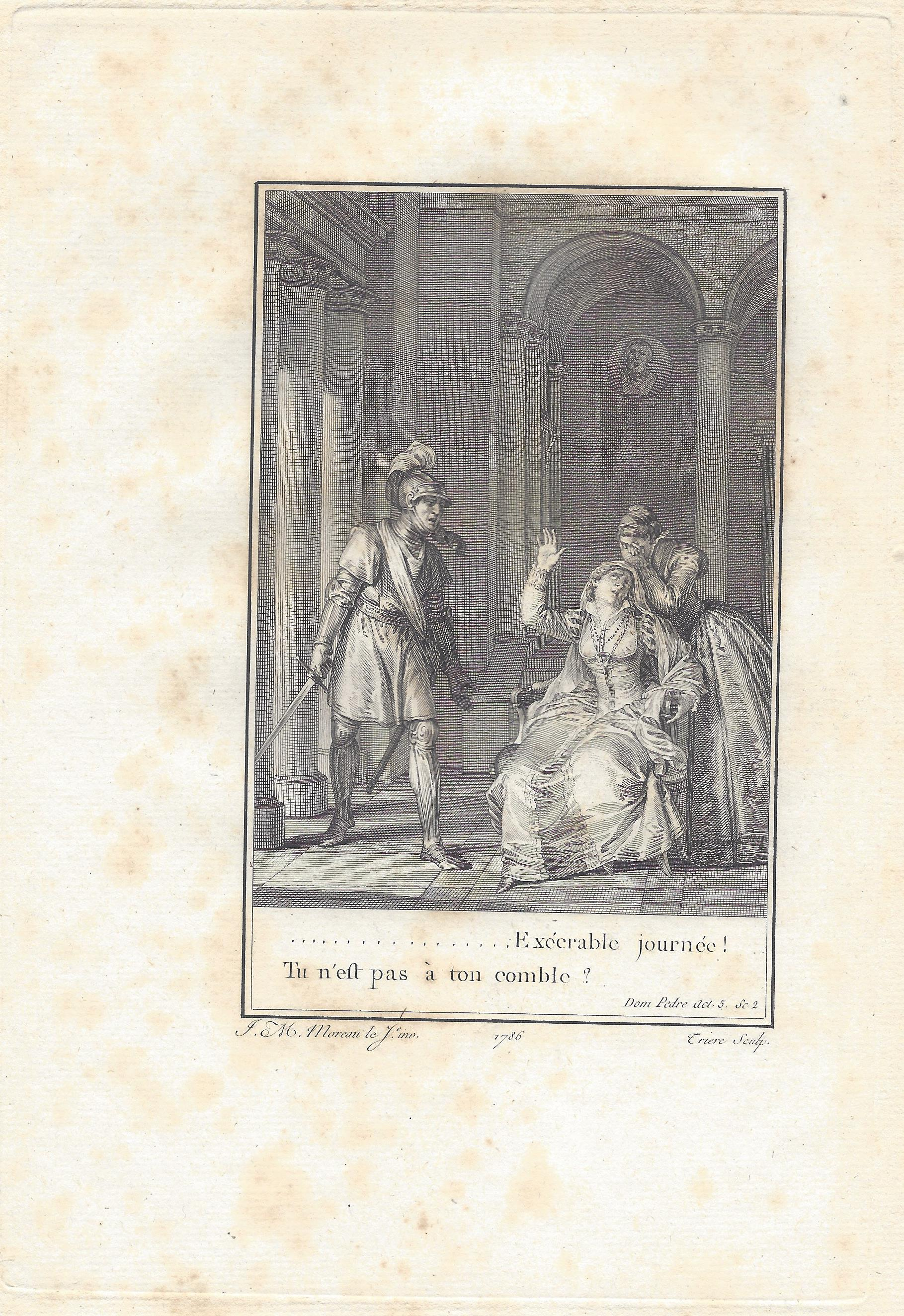
Jean-Michel Moreau: Illustration zum Don Pedre 1786

Don Pèdre, roi de Castille ist eine Tragödie in fünf Aufzügen von Voltaire. Don oder zunächst Dom Pèdre, 1761 begonnen und 1774 fertiggestellt, wurde aufgrund etlicher Schwachpunkte von der Comédie-Française abgelehnt und unaufgeführt 1775 in Buchform veröffentlicht.

## Handlung
Die Handlung spielt am Hof von Kastilien in Toledo.
Akt 1
Der König Don Pèdre (Peter I. (Kastilien)) rivalisiert mit seinem Halbbruder Transtamare (Heinrich II. (Kastilien)) um die Krone und die Hand der Prinzessin Léonore de la CerdaIhr Vater König Alfonse hatte den Bastard durch einen Ehebruch gezeugt und teilte das Reich unter beiden auf; darüber empört sich Don Pèdre, der sich als einzigen rechtmäßigen Erben sieht. Der König wurde bislang von England unterstützt – sein Protektor, der Schwarze Prinz, ist aber in Bordeaux gefallen –, Transtamare von dem von Charle (Karl V.) regierten Frankreich. Der König hat die rechtmäßige Abstammung auf seiner Seite, die spanischen Staaten und der Senat sind gegen ihn. Léonores Mutter ist dem König verbunden und gibt ihm ihre Tochter. Diese liebt Don Pèdre und er liebt sie.
Akt 2
Léonore weist einen Antrag des Bastards zurück. Dieser tritt vor den König und beansprucht, dass Léonore ihm gehöre, sie aber sagt ihm, dass er auch als König weder ihr Herz noch ihre Hand haben werde. – Das Volk hasst den König. sein Offizier Mendose macht ihm klar, dass die Großen, der Senat, die Minister der Religion sich gegen ihn vereinigen, Guesclin (Bertrand du Guesclin), der General der französischen Armee, marschiere bereits. Sein Offizier fordert den König deshalb zu politischen Mitteln auf. Don Pèdre bleibt jedoch bei seiner starren Haltung: Rom werde für ihn sein, wenn er gewonnen habe.
Akt 3
Guesclin kommt mit seiner Armee, das Volk läuft ihm entgegen, ruft ihn an wie einen Schutzgott. Don Pèdre will kämpfen.
Akt 4
Obwohl alle Großen des Landes auf seiner Seite stehen, bietet Guesclin dem König einen Vertrag an. Don Pèdre erklärt vorab: Politik sei die Kunst, die er verachte. Der General bietet die Freundschaft Königs von Frankreich, fordert aber, Don Pèdre solle seinem Bruder Léonore zurückgeben und die Güter, die er unrechtmäßig besitze. Don Pèdres Antwort, er ziehe den Hass Charles seiner falschen Freundschaft vor, macht eine militärische Entscheidung unausweichlich: Die Schlacht soll sofort vor der Mauer beginnen.
Akt 5
Léonore fürchtet um ihren Geliebten: Wenn er besiegt wird, ist sein Tod sicher. Die französischen Truppen unter der Führung Guesclins besiegen die kastilische Armee, ihr König wird verwundet. Guesclin nimmt ihn in seine Arme, wischt ihm das Blut ab und übergibt ihn seinem Halbbruder. Der aber zieht seinen Dolch und ersticht den König, eignet sich dessen Reich an. Léonore wählt den Freitod, um der Ehe mit Transtamare zu entgehen. – Guesclin degradiert ihn vom Rang eines Ritters, weil er unwürdig sei.

## Literarische Vorlage und biografische Bezüge
Voltaire bearbeitete den Stoff aus der spanischen Geschichte bereits 1761. Im Rahmen der Kampagne Écrasez l’infâme nahm Voltaire den Stoff 1774, in der Absicht den unheilvollen Einfluss der Kirche darzustellen, wieder auf.

## Aufführungen und zeitgenössische Rezeption
Die Tragödie wurde von der Comédie-Française nicht angenommen und blieb unaufgeführt. Bei der Ablehnung war weniger die kirchenkritische Intention als vielmehr die psychologisch unvollkommene und widersprüchliche Charakterisierung der Figuren ausschlaggebend. Don Pèdre kommt nach Theodore Bestermann ein sehr niedriger Rang im Gesamtwerk Voltaires zu.

## Drucklegung
Voltaire entschloss sich in seiner Resignation zu einer rein literarischen Veröffentlichung und reihte das Stück in einen Band mit kleineren Prosaarbeiten und Verserzählungen ein. Bereits am 16. Januar 1775 kündigte er Charles-Augustin de Ferriol d’Argental brieflich drei oder vier kleine Kinder, den Don Pèdre mit den Beigaben, an.

## Beigaben
Der Tragödie stellte Voltaire einen Widmungsbrief an Jean-Baptiste le Rond d’Alembert und eine vierzehnseitigen historischen und kritischen Diskurs über die Tragödie Don Pèdre voran. Dem Stück folgten vier kürzere bereits an anderer Stelle veröffentlichte Texte: die Éloge historique de la raison, De L'encyclopédie, der Dialoque de Pégase et du vieillard und La Tactique.

## Erste Ausgaben
- Don Pedre, roi de Castille, tragédie. Et autres pieces , ohne Impressum, 8°, (2), XVI, 139 S.
- Don Pedre, roi de Castille, tragédie. Et autres pieces , ohne Impressum (vermutlich Paris), 8° (2), XVI, 148 S.
- Don Pedre, Roi de Castille: tragédie. Nouvelle edition, purgee des fautes, qui se trouvent dans les precedentes, Lausanne, Grasset, 1775, 8°, 88 S.
- Don Pedre, Roi de Castille: tragédie. Nouvelle edition, purgee des fautes, qui se trouvent dans les precedentes, Londres, 1775, 8°, 78 S.
- Don Pedre, Roi de Castille, tragédie par M. de Voltaire, ohne Impressum (Rouen), 1776, 8°, 66 S. (Ausgabe ohne Begleittexte)

## Belege
1. ↑  Vgl. Voltaire. Œuvres complètes 7. Théâtre – Tome sixième. Paris 1877, p. 237–304. Siegfried Detemple: Voltaire: Die Werke, Katalog zum 300. Geburtstag, Berlin, 1994, S. 237.
2. ↑  Valérie André: Don Pèdre, in: Dictionnaire Voltaire, Hachette Livre, 1994, S. 137.
3. ↑  Theodore Besterman: Exil (1773–1775), in: Voltaire, Winkler, München, 1971, S. 443.
4. ↑  Siegfried Detemple: Voltaire: Die Werke, Katalog zum 300. Geburtstag, Berlin, 1994, S. 238.